# Hôtel de Martignac
L'hôtel de Martignac est un hôtel particulier situé à Paris en France.

## Localisation
Il est situé au 107 rue de Grenelle, dans le 7e arrondissement de Paris.

## Histoire
Ancien hôtel de Jean-Baptiste Sylvère Gay, vicomte de Martignac, président du Conseil sous la Restauration.
Ce bâtiment fait l’objet d’une inscription au titre des monuments historiques depuis le 11 juillet 1975.